# Уильямс, Кларенс
Кларенс Уильямс III (англ. Clarence Williams III; 21 августа 1939, Нью-Йорк, США — 4 июня 2021, Лос-Анджелес, США) — американский актёр, номинант на премию «Тони» 1965 года.

## Биография
Кларенс Уильямс III родился в Нью-Йорке, США в творческой семье: его отец Клэй Уильямс был органистом, дедушка Кларенс Уильямс был певцом как и бабушка Ива Тейлор.
Карьеру начал с театра в родном Гарлеме. Его актёрская деятельность была прервана на два года: Кларенс был десантником в войсках США. После возвращения он сразу начал сниматься в кино и на телевидении.
С 1968 года и до закрытия сериала «Отряд „Стиляги“» был в основном составе. В 1986 году исполнил роль второго плана в криминальном триллере Джона Франкенхаймера «Подцеплен по-крупному». В сериале «Твин Пикс» Кларенс сыграл агента отдела служебных расследований ФБР Роджера Харди. В 1994 году он воплощал жестокого заключённого в ленте «Бессмертные». После роли в научно-фантастическом фильме «Тайные пришельцы» актёр был вовлечён в романтическую комедию «Пьяный». Кроме того он появился в биографической драме «Джордж Уоллес» и приключенческой ленте-фэнтези «Фольксваген-жук».
В 2003 получил повторную роль Филби Кросса в серии фильмов «Загадочная женщина». В 2009 сыграл Мака в экшене «Путь войны», Сэма в музыкальной криминальной драме «Один день в жизни». После эпизодических появлений в сериалах «Чёрная метка», «Детектив Раш», «Правосудие», «Мемфис Бит» актёр получил роль наставника Мейнарда в исторической драме «Дворецкий».
С 1967 до 1984 был женат на американской актрисе Глории Фостер.

## Фильмография
| Год  |   | Русское название        | Оригинальное название   | Роль               |
| ---- | - | ----------------------- | ----------------------- | ------------------ |
| 1984 | ф | Пурпурный дождь         | Purple Rain             | отец               |
| 1986 | ф | Подцеплен по-крупному   | 52 Pick-Up              | Бобби Шай          |
| 1988 | ф | Я достану тебя, ублюдок | I'm Gonna Git You Sucka | Калинга            |
| 1992 | ф | Под прикрытием          | Deep Cover              | Кен Тафт           |
| 1993 | ф | Шугар Хилл              | Sugar Hill              | A.R. Skuggs        |
| 1995 | ф | Истории из морга        | Tales from the Hood     | Симмс              |
| 1996 | ф | Тайные пришельцы        | The Silencers           | генерал Гринборо   |
| 1997 | ф | Гангстер                | Hoodlum                 | Буб Хьюлетт        |
| 1998 | ф | Легенда о пианисте      | The Legend of 1900      | Джелли Ролл Мортон |
| 1998 | ф | Непропечённый           | Half Baked              | Самсон Симпсон     |
| 1999 | ф | Пожизненно              | Life                    | Уинстон Хэнкок     |
| 1999 | ф | Генеральская дочь       | The General's Daughter  | полко́вник Фаулер   |
| 2000 | ф | Азартные игры           | Reindeer Games          | Мерлин             |
| 2005 | ф | Созвездие               | Constellation           | Форест             |
| 2007 | ф | Час сумерек             | The Blue Hour           | Ридли              |
| 2007 | ф | Гангстер                | American Gangster       | Бампи Джонсон      |
| 2009 | ф | Путь войны              | The Way of War          | Мак                |
| 2009 | ф | Один день из жизни      | A Day In The Life       | Сэм                |
| 2013 | ф | Дворецкий               | The Butler              | Мейнард            |